# Futbolo klubas Banga Gargždai 2014
Questa voce raccoglie le informazioni riguardanti il Futbolo klubas Banga Gargždai nelle competizioni ufficiali della stagione 2014.

## Rosa
| N. |                     | Ruolo | Calciatore         |
| -- | ------------------- | ----- | ------------------ |
| 1  | Russia (bandiera)   | P     | Soslanbek Aršiev   |
| 2  | Lituania (bandiera) | D     | Midaugas Bitinas   |
| 4  | Moldavia (bandiera) | C     | Andrei Verbetchi   |
| 5  | Lituania (bandiera) | D     | Karolis Urbaitis   |
| 7  | Russia (bandiera)   | C     | Valeri Makiev      |
| 8  | Russia (bandiera)   | C     | Artëm Dolženko     |
| 9  | Russia (bandiera)   | A     | Aslanbek Tsallagov |
| 11 | Lituania (bandiera) | C     | Evaldas Grigaitis  |
| 14 | Russia (bandiera)   | D     | Zaurbek Karkusov   |
| 17 | Lituania (bandiera) | C     | Andrius Butkus     |
| 18 | Ucraina (bandiera)  | C     | Serhij Ševčuk      |
| 20 | Ucraina (bandiera)  | C     | Maksym Khablov     |

| N. |                     | Ruolo | Calciatore             |
| -- | ------------------- | ----- | ---------------------- |
| 25 | Russia (bandiera)   | D     | Aleksej Epifanov       |
| 29 | Lituania (bandiera) | D     | Davydas Arlauskis      |
| 33 | Lituania (bandiera) | D     | Andrius Marcinkevičius |
| 39 | Ucraina (bandiera)  | A     | Artur Siryk            |
| 44 | Lituania (bandiera) | C     | Edgaras Drąsutis       |
| 45 | Ucraina (bandiera)  | P     | Andriy Burdiyan        |
| 46 | Lituania (bandiera) | C     | Dovydas Pačkauskas     |
| 55 | Lituania (bandiera) | A     | Aurelijus Staponka     |
| 74 | Russia (bandiera)   | D     | Artëm Stežka           |
| 83 | Russia (bandiera)   | C     | Aleksandr Russkich     |
| 97 | Lituania (bandiera) | P     | Ignas Dromiovas        |
| 99 | Lituania (bandiera) | C     | Eivinas Zagurskas      |